# Дуб Франца Йосифа

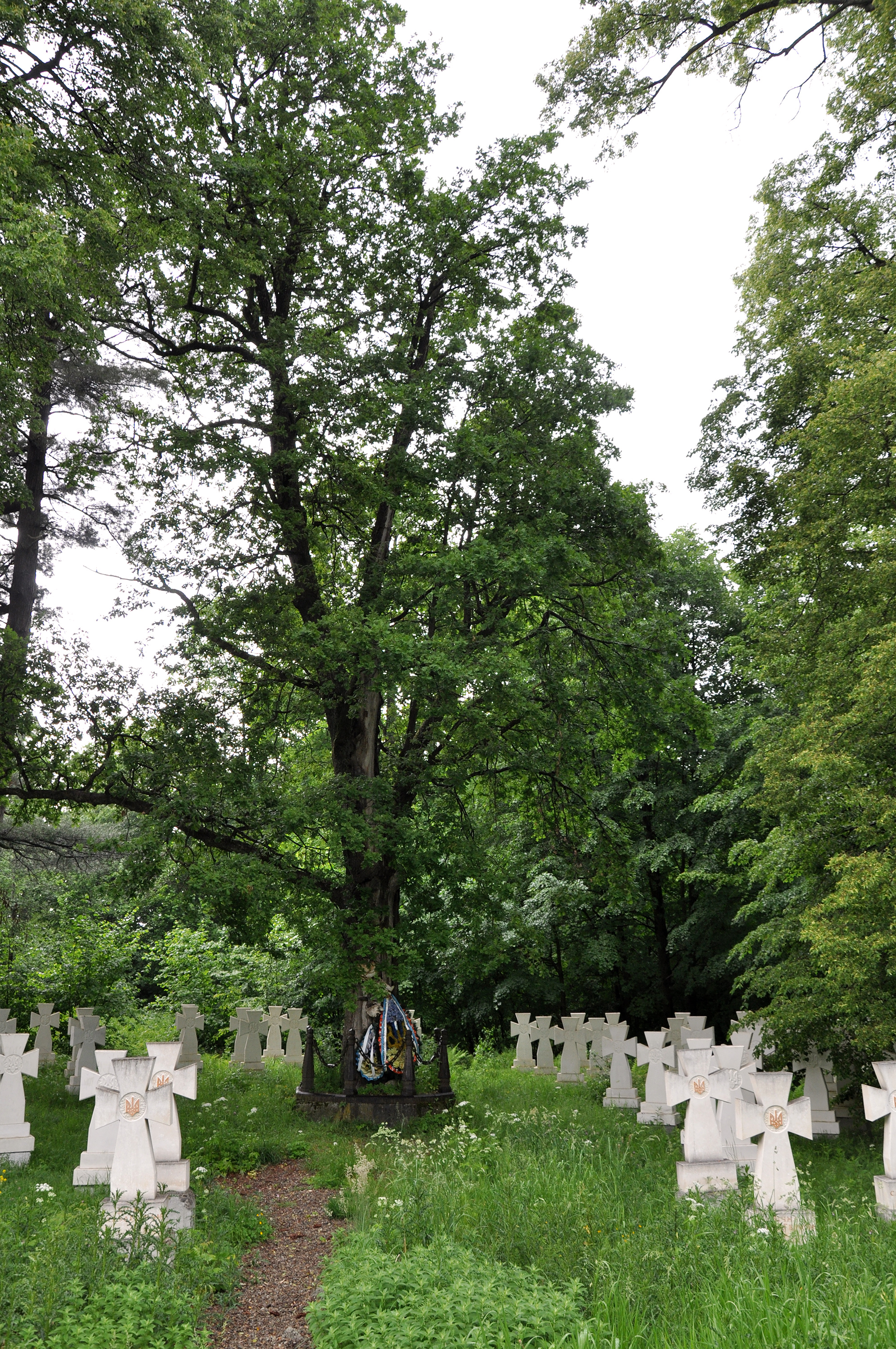
Дуб Франца Йосифа

Дуб Фра́нца Йо́сифа — ботанічна пам'ятка природи місцевого значення в Україні. Розташований у межах Стрийського району Львівській області, між селом Баня Лисовицька і містом Болехів, на околиці міста Моршин (поруч із селом Лисовичі), на території Моршинського лісництва Стрийського лісгоспу. 
Статус надано для збереження вікового дуба. Обхват дерева 3,10 м, висота 25 м, вік близько 250 років. Під дубом наприкінці XIX століття відпочивав імператор  Австро-Угорщини Франц-Йосиф I, на честь якого названо дерево. Біля дерева є пам'ятна табличка. Поблизу — 98 могил солдатів, полеглих у боях Першої світової війни. 
Дуб оголошено ботанічною пам'яткою природи у 1984 році. У 2010 році Мінприроди України присвоїло дубу звання Національного дерева України.